# Wilson Pérez
Wilson Enrique Pérez Pérez (Barranquilla, 9 agosto 1967) è un ex calciatore colombiano, di ruolo difensore.

## Caratteristiche tecniche
Giocava come difensore laterale.

## Carriera

### Club
Pérez iniziò la sua carriera da professionista nel 1985 nelle file dell'América de Cali, con la quale vinse quattro titoli nazionali: la squadra di Gabriel Ochoa Uribe conquistò due titoli consecutivi (1985 e 1986) e uno nel 1990, mentre Francisco Maturana portò il campionato del 1992. Dopo una carriera di circa 10 anni ai Diablos Rojos, passò al Deportivo Unicosta, squadra di Categoría Primera B, nel 1996. Nel 1998 giocò con l'Independiente Medellín, nel 1999 nuovamente con l'América de Cali, con la quale si classificò al secondo posto in campionato, e nel 2000 con i Millonarios di Bogotà. Nel 2001 si ritirò con la maglia dell'Atlético Junior della sua città natale, Barranquilla.

### Nazionale
Con la Colombia debuttò il 3 febbraio 1989 contro il Perù, partecipando alla Copa América di quell'anno. Partecipò alla Copa América 1993 e al campionato del mondo 1994, dove giocò tre partite. In tutto conta 47 presenze e 3 reti segnate con i Cafeteros.

## Palmarès

### Club

#### Competizioni nazionali
- Campionato colombiano: 4

América de Cali: 1985, 1986, 1990, 1992

#### Competizioni internazionali
- Coppa Merconorte: 1

America de Cali: 1999